# Brooke Astor

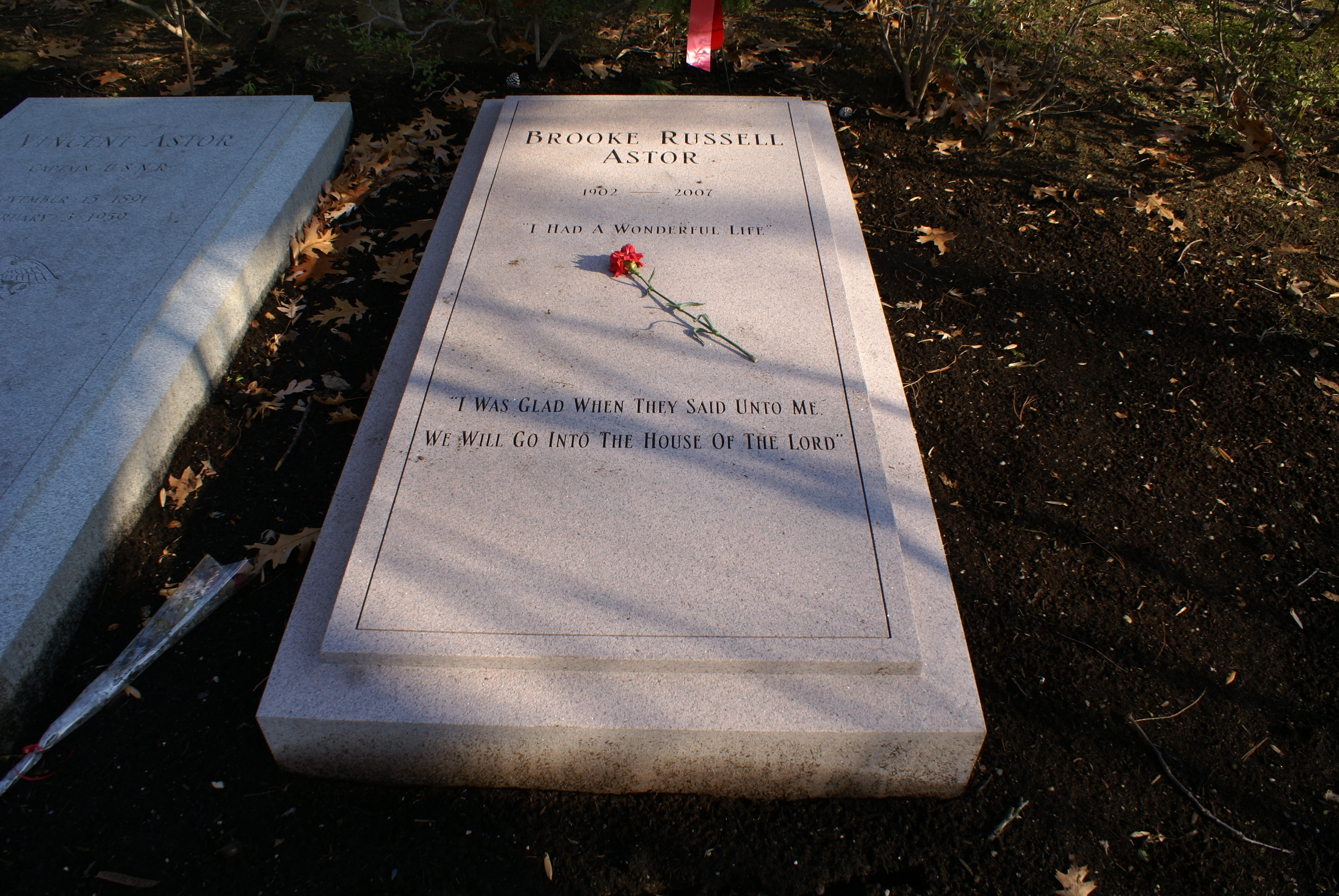
Brooke Astors grav i
Concord, Massachusetts.

Brooke Astor, född Roberta Brooke Russell den 30 mars 1902 i Portsmouth i New Hampshire, död 13 augusti 2007 i Briarcliff Manor i Westchester County i New York, var en amerikansk affärskvinna, filantrop, memoarskrivare och miljardärska, arvtagerska till Astor-familjens förmögenhet och en personlighet inom New Yorks sällskapsliv.
Åren strax före sin död var hon en av världens äldsta kända personer. Brooke Astors memoarer utkom i två volymer: Patchwork Child (1962) och Footprints (1980).